# Mequinez
Mequinez (em francês: Meknès; em árabe: مكناس; romaniz.: Maknâs; em árabe marroquino: M'knâs; em tifinague: ⴰⵎⴻⴽⵏⴰⵙ; romaniz.: Mknas ou Ameknas) é uma cidade do centro-norte de Marrocos, capital da província homónima, que faz parte da região de Fez-Mequinez. Em 2004 tinha 469 169 habitantes e estimava-se que em 2012 tivesse 616 110 habitantes.
É uma das maiores cidades do país e uma das mais importantes historicamente, sendo uma das chamadas "cidades imperiais", juntamente com Fez, Marraquexe e Rabate, por ter sido a capital durante o reinado do proeminente sultão alauita Mulei Ismail, entre 1672 e 1727. O centro histórico de Mequinez está classificado como Património da Humanidade pela UNESCO desde 1996.
Situada na planície fértil do Saïs, onde se também se situa  Fez, a norte do Atlas Médio, 150 km a oeste de Rabate e 60 km a leste de Fez, na sua produção industrial predominam a transformação de frutas e verduras, a elaboração de azeite de palma, as fundições de metal, as destilarias, o fabrico de cimento e o artesanato, sobretudo de tapetes e lã. As principais produções agrícolas são cereais e frutas.
A cidade está rodeada por uma cintura tripla de muralhas que abriga o palácio do sultão e uma cidadela do Califado Almóada. Ao norte, encontram-se as ruínas romanas de Volubilis e a cidade santa de Mulei Idris, fundada em 788.
Em fevereiro de 2010, a queda de um minarete de uma mesquita no centro de Mequinez devido a fortes chuvadas provocou 41 mortes.

## Etimologia
A cidade deve o seu nome à tribo berbere Micnasa, cujos membros são chamados Imknassen no plural e Ameknas no singular. Ameknas significa guerreiro ou combatente em língua berbere. Os ativistas amazigues (berberes) chamam à cidade Ameknas, nome usado, por exemplo, nos comunicados do MCA (Movimento Cultural Amazigue).

## Geografia e demografia
Mequinez encontra-se a uma altitude de mais de 500 , no planalto do Saïs, entre o Médio Atlas (a sul) e as colinas dos contrafortes meridionais do Rife. A cidade é atravessada pelo rio (oued) Boufekrane, que separa a almedina (cidade velha) da cidade nova (ville nouvelle ou Hamria).
Estima-se que a população total da conurbação de Mequinez se aproxime do milhão de habitantes, embora no município de Mequinez propriamente dito vivessem menos de metade desse número em 2004. A maior parte da população trabalha no centro da cidade, onde se encontra a quase totalidade dos serviços administrativos da região de Mequinez-Tafilete. Um serviço recente de autocarros urbanos serve uma rede de transportes públicos com um perímetro de 40 km em volta da cidade, que liga os subúrbios e zonas rurais com o centro.
A população é maioritariamente jovem e de origem berbere, principalmente de tribos do Atlas, embora haja uma percentagem considerável de rifenhos. Apesar da arabização ser massiva, os berberes tentam preservar a sua língua e a sua identidade cultural.
Os setores do turismo, artesanato e comércio são o núcleo principal da economia local e nos últimos anos conheceram grande desenvolvimento, graças à recuperação de diversos sítios turísticos na almedina.

## Clima
Mequinez tem um clima de tipo mediterrânico com influências continentais, notórias sobretudo no inverno e verão. A diversidade geográfica da região faz com que cada uma das suas zonas naturais apresente especificidades climáticas particulares.
O regime térmico de Mequinez é marcado pela distância e isolamento das costas marítimas do Mar Mediterrâneo a norte e do Atlântico a oeste, que está origem de amplitudes térmicas diárias extremas, que chegam aos 25,4°C. As temperaturas máximas variam entre os 30 e os 45°C e as mínimas entre 0 e 7°C, mas por vezes baixam abaixo do zero graus.

A precipitação média anual é de 576 mm, registando-se uma média de 84 dias de chuva por ano. A maior parte da precipitação ocorre no outono, sendo ligeiramente menor no inverno e voltando a aumentar na primavera. O verão tende a ser seco.
| Dados climatológicos para Mequinez            | Dados climatológicos para Mequinez | Dados climatológicos para Mequinez | Dados climatológicos para Mequinez | Dados climatológicos para Mequinez | Dados climatológicos para Mequinez | Dados climatológicos para Mequinez | Dados climatológicos para Mequinez | Dados climatológicos para Mequinez | Dados climatológicos para Mequinez | Dados climatológicos para Mequinez | Dados climatológicos para Mequinez | Dados climatológicos para Mequinez | Dados climatológicos para Mequinez |
| Mês                                           | Jan                                | Fev                                | Mar                                | Abr                                | Mai                                | Jun                                | Jul                                | Ago                                | Set                                | Out                                | Nov                                | Dez                                | Ano                                |
| --------------------------------------------- | ---------------------------------- | ---------------------------------- | ---------------------------------- | ---------------------------------- | ---------------------------------- | ---------------------------------- | ---------------------------------- | ---------------------------------- | ---------------------------------- | ---------------------------------- | ---------------------------------- | ---------------------------------- | ---------------------------------- |
| Temperatura máxima recorde (°C)               | 23                                 | 27                                 | 31                                 | 32                                 | 35                                 | 42                                 | 42                                 | 45                                 | 42                                 | 34                                 | 30                                 | 41                                 | 45                                 |
| Temperatura máxima média (°C)                 | 15                                 | 15                                 | 17                                 | 18                                 | 22                                 | 26                                 | 31                                 | 31                                 | 28                                 | 22                                 | 18                                 | 16                                 | 22                                 |
| Temperatura mínima média (°C)                 | 5                                  | 7                                  | 8                                  | 9                                  | 11                                 | 15                                 | 18                                 | 18                                 | 16                                 | 13                                 | 9                                  | 7                                  | 12                                 |
| Temperatura mínima recorde (°C)               | −2                                 | −1                                 | -                                  | 1                                  | 3                                  | 7                                  | 7                                  | 9                                  | 7                                  | 2                                  | 1                                  | −1                                 | −2                                 |
| Precipitação (mm)                             | 89,4                               | 84,4                               | 78,4                               | 74,3                               | 42,6                               | 12,5                               | 2,1                                | 1,9                                | 14,1                               | 47,4                               | 79,6                               | 81,2                               | 580                                |
| Dias com chuva                                | 10,5                               | 10,1                               | 9,9                                | 10,3                               | 7,3                                | 3,5                                | 0,9                                | 1,4                                | 3,4                                | 7,6                                | 9,8                                | 9,6                                |                                    |
| Insolação (h)                                 | 5,6                                | 6,3                                | 7,3                                | 7,9                                | 9,1                                | 10,2                               | 11,2                               | 10,6                               | 8,8                                | 7,3                                | 5,9                                | 5,3                                |                                    |
| Fonte: Weatherbase, Observatório de Hong Kong |                                    |                                    |                                    |                                    |                                    |                                    |                                    |                                    |                                    |                                    |                                    |                                    |                                    |

## História
A história de Mequinez parece remontar à criação dum povoado rural não fortificado no século VIII. No século seguinte, a tribo berbere dos Meknassa, estabeleceu o seu acampamento a norte do uádi Boufekrane, dando nome à cidade. Os Almorávidas fazem de Mequinez um lugar militar no século XI. O Califado Almóada destroem a cidade por esta lhes ter resisitido, reconstruindo-a maior e mais bela, com mesquitas, nomeadamente a Grande Mesquita, entre 1199 e 1213, e poderosas fortificações.

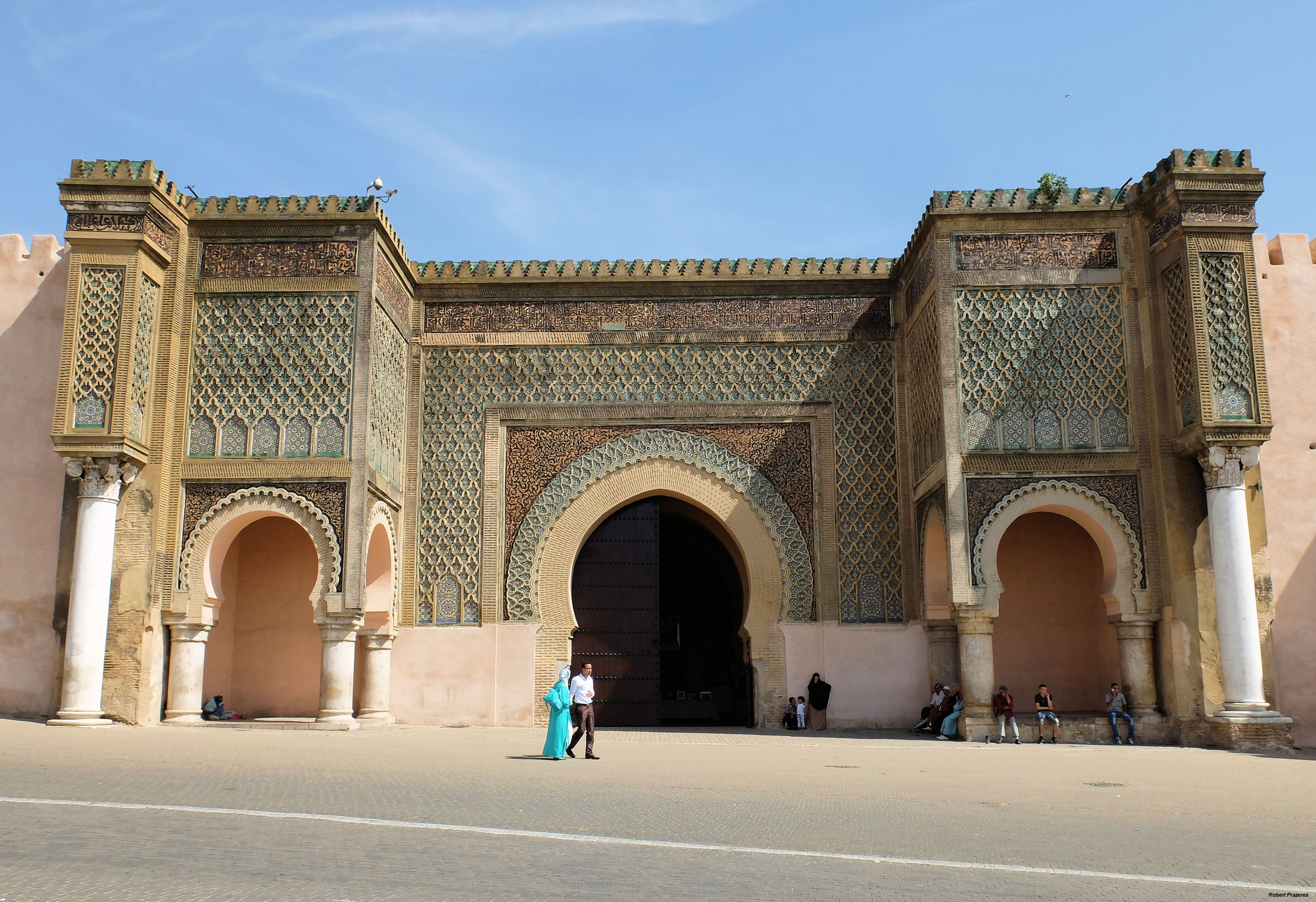
A porta monumental Bab Mansour

No século XIV a cidade é tomada pelos Merínidas, que fundam madraças (medersas; escolas islâmicas), nomeadamente o Bu Anania, cuja construção começa no início do reinado de Alboácem Ali ibne Otomão em 1331 mas só foi terminado 20 anos depois, em 1351. No mesmo século, são também construídas casbás (fortalezas) e mesquitas. Durante o período Oatácida, a cidade era próspera.
O mais célebre dos sultões alauitas, Mulei Ismail, que governou Marrocos durante 55 anos, entre 1672 e 1727, refunda Mequinez para fazer dela a sua capital. Mulei Ismail reorganizou o país e assegura a sua pacificação depois de dirigir uma série de expedições militares contra as tribos insubmissas, os turcos otomanos e os cristãos (sobretudo portugueses). Também fortalece o poder central, conhecido como makhzen (palavra árabe de que deriva "armazém", e que tem o mesmo significado literal, que é usada para designar o tesouro real e os aprovisionamentos, que por metonímia designa os territórios sujeitos a impostos e controlados pelo estado, por oposição ao bled-es-Siba ["país da desordem"], onde impera o poder local das tribos mais ciosas da sua independência.
Mulei Ismail glorifica a sua capital graças ao dinheiro confiscado aos marinheiros cristãos capturados no mar e presos na imensa prisão subterrânea que ainda hoje se pode visitar sob a almedina de Mequinez. Construiu edifícios, jardins, portas monumentais, fortificações, muralhas gigantescas cujo perímetro ultrapassa 40 km e numerosas mesquitas com belos minaretes. Por essa razão, Mequinez é chamada "a cidade dos cem minaretes".
Durante o período colonial francês, entre 1912 e 1956, os franceses apelidaram Mequinez de "Versalhes de Marrocos" ou "pequena Paris", realçando a beleza da cidade, frequentemente considerada a mais bela das quatro cidades imperiais. Durante algum tempo ali residiu o marechal Lyautey, que ali tinha o seu quartel-general. A zona mais popular da cidade é a antiga almedina, chamada "Mdina Kdima", onde residia Mulei Ismail.

## Monumentos e atrações turísticas

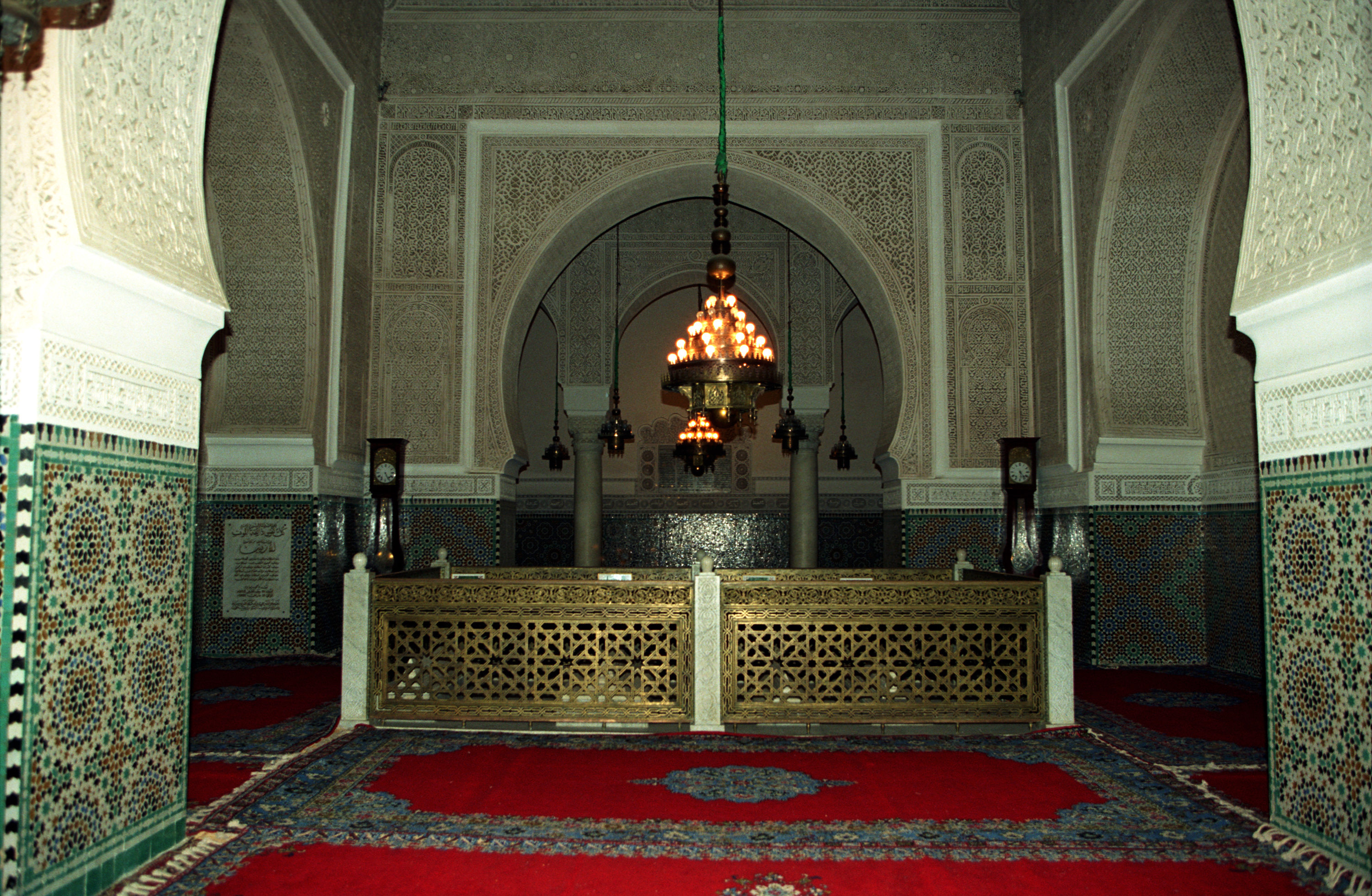
Túmulo de Mulei Ismail

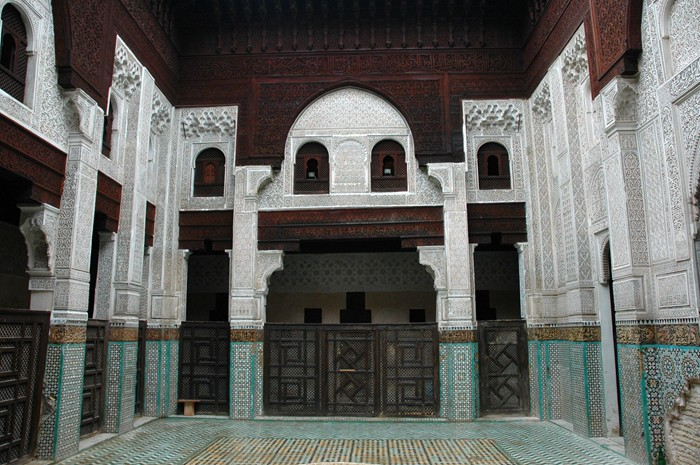
Pátio da Madraça Bu Inania

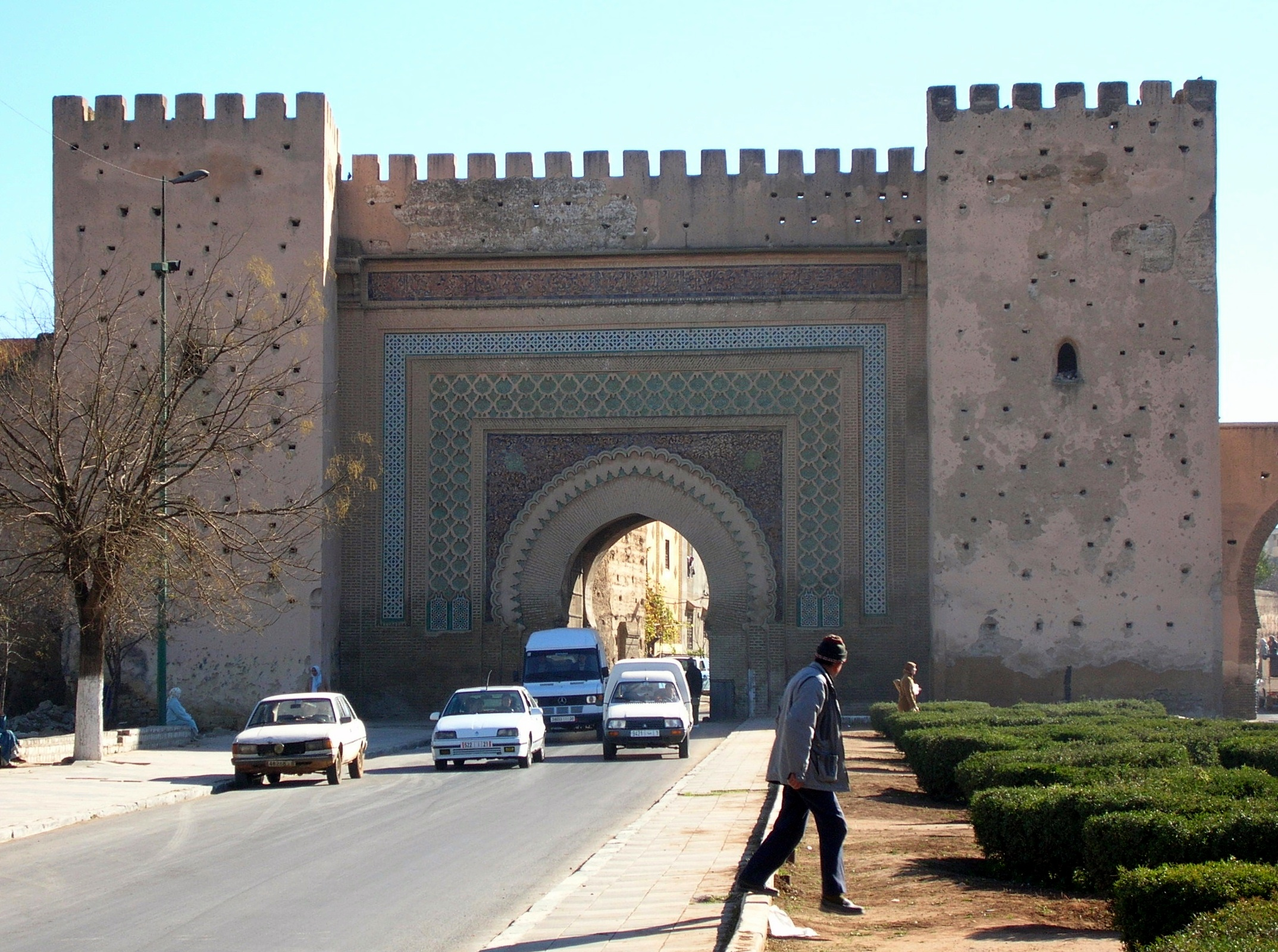
Bab El-Khemis

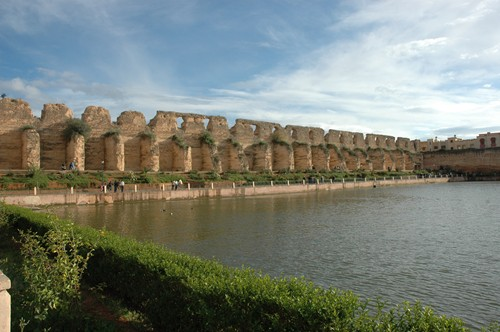
Lago Agdal

### Monumentos religiosos
- Mausoléu de Mulei Ismail — mesquita originalmente edificada por Ahmed Eddahbi em 1703, foi transformada no mausoléu do sultão alauita que fez de Mequinez a sua capital. O sultão está sepultado junto a uma das suas esposas e dois dos seus filhos. Ao contrário do que é usual nas mesquitas marroquinas, está aberta a não muçulmanos.
- Mesquita Néjjarine — construída no século X, situa-se no centro da almedina.
- Grande Mesquita — erigida pelos Almorávidas no século XI, tem 11 portas e 143 arcadas.
- Mesquita Jamaï Roua — construída em 1790 por Cide Maomé ibne Abedalá.
- Mausoléu Cheikh El Kamel — construído por Cide Maomé ibne Abedalá, nele está sepultado El Hadi Benaïssa, fundador da confraria sufista Aissawa.
- Mesquita Bab Berdieyinne —  construída no século XVIII por ordem de Khunata bent Bakkar, uma das esposas de Mulei Ismail

### Museus e madraças
- Museu Dar Jamaï — museu etnográfico e de artes marroquinas, instalado num palácio da alta burguesia desde 1920.
- Madraça Bu Inania — instituto teológico fundado pelo sultão Alboácem Ali ibne Otomão (r. 1331–1351); tem um pátio interior e 26 quartos de tolbas (alunos).
- Madraça Bu Filalia — edifício histórico de carácter educativo e religioso fundado em 1789 por Mulei Ismail.
- Museu da cerâmica rifenha.

### Outros monumentos históricos
- Palácio Dar el Makhzen — situado no bairro de El Mechouar Stinia, é rodeado por um corredor de dois quilómetros formado por duas muralhas impressionantes. Era o palácio real de Mulei Ismail.
- Bab Mansour el Aleuj — porta monumental da cidade imperial, construída em 1732. É uma das mais belas obras de Mulei Ismail, e uma a porta mais imponente de Marrocos, senão mesmo da África do Norte.
- Koubat al Khayatine (Sala dos Embaixadores) — pavilhão onde o sultão Mulei Ismail recebia os embaixadores e emissários estrangeiros.
- Bab Lakhmis — porta ricamente decorada datada do século XVII.
- Bab Berdaïne — porta monumental edificada por Mulei Ismail no século XVII.
- Dar el Beida — palácio alauita do século XIX construído pelo sultão Cide Maomé ibne Abedalá,[necessário esclarecer] atualmente alberga a Academia Real Militar.
- Ksar Mansour — palácio e celeiro.
- Coudelaria — criada em 1914 como estabelecimento militar de remonta, em 1947 foi transformado em coudelaria.
- Celeiro e cavalariças — conjunto arquitetural gigantesco edificado por Mulei Ismail.
- Prisão de Cara — conjunto de calabouços subterrâneos, deve o seu nome a um arquiteto e prisioneiro português.
- Lago Agdal — reservatório de água construído por Mulei Ismail para irrigar os jardins e hortas de Mequinez e depósito de água da almedina. Tem 319 por 149 metros e mais de dois metros de profundidade.

### Outros sítios
- Fandouk el Hanna — complexo cultural.
- Jardim Lahboul — situado na almedina, no bairro de Al Ismaïlia, alberga um jardim zoológico e um teatro ao ar livre.
- Golf royal — campo de golfe situado na comuna urbana de El Mechouar Stinia, no interior das muralhas de Mulei Ismail, foi construído em 1971, tem nove buracos e alegadamente é o único campo de golfe que é fechado à chave. Está aberto de dia e de noite.

## Eventos e festividades
- Março — Jornadas mediterrânicas da oliveira.
- Abril — Festival Internacional de Cinema de Animação de Mequinez (FICAM)
- Abril/Maio — Salão Internacional de Agricultura de Marrocos (SIAM)
- Junho — Festival de Teatro de Mequinez
- Julho — Festival de Volubilis - Mequinez
- Setembro — Festival da Fantasia (arte equestre do Magrebe)

## Cidades irmãs
- Nîmes, França
- Almati, Cazaquistão